# Akua Donkor
Akua Donkor (Affigya Kwabre, febrero de 1952-Acra, 28 de octubre de 2024) fue una política ghanesa, fundadora y líder del Ghana Freedom Party (GFP).  En 2012 y 2016 fue candidata a la presidencia de Ghana. Fue miembro del Parlamento de Ghana. Conocida como la "Chocolate Lady" empezó su trayectoria en la industria para la fabricación de chocolate. 

## Biografía
Donkor nació en febrero de 1952 en el distrito de Afigya Kwabre en la región de Ashanti de Ghana. Hizo fortuna en la recolección de cacao. Sin de educación formal conocida fue una de las críticas recibidas cuando se postuló en 2012 como candidata a la presidencia del país frente a otras dos mujeres candidatas, la ex primera dama Nana Konadu y Samia Nkrumah, hija del fundador de Ghana Kwame Nkrumah (1909-1972).
"Has depositado tu confianza en las personas que afirman haber asistido a la escuela en las principales universidades europeas y que pueden hablar inglés, pero estas, como puedes ver conmigo, fallaron miserablemente. Ahora prueba la analfabeta que soy y no te decepcionaré" dijo en la presentación de su candidatura. También admite que no habla inglés, algo que considera, no es un obstáculo para dirigir el país.

### Carrera política
Donkor fue elegida asambleísta por Herman. En 2012 se postuló para participar como candidata independiente a la presidencia de Ganha pero la comisión electoral lo prohibió argumentando que su candidatura no se había presentado en plazo. Su partido, Ghana Freedom Party, tiene su sede en Kabu, en la región oriental de Ghana. En enero de 2016 la sede fue destruida por un incendio. Donkor denunció que había sido provocado y que había recibido amenazas. Esto no disuade su ambición de convertirse en presidenta. En su opinión, el comienzo de un partido político es un trampolín para convertirse en presidente. Donkor anunció que abriría oficinas regionales para su partido en las diez regiones de Ghana.
De nuevo en octubre de 2016, la Comisión Electoral de Ghana anunció que descalificó a Akua Donkor junto con otros 12 candidatos presidenciales para participar en las elecciones del 7 de diciembre de 2016 a causa de errores en el formulario. haciendo un llamamiento a los miembros y ejecutivos del partido a no perder la esperanza, ya que el partido se recupera en 2020 para competir en la carrera presidencial.
En las elecciones de 2020 ante las elecciones presidenciales de 2020 apoyó un segundo mandato por un segundo mandato del presidente Nana Akufo-Addo.
En mayo de 2020 durante la pandemia por el coronavirus cuando los contagios en Ghana sobrepasaron 3091 realizó una declaración al país declarando que el gobierno estaba mintiendo sobre los casos de coronavirus en el país negando que existieran contagios.

## Posiciones
El programa de Donkor como candidata a la presidencia es partidaria de la educación gratuita desde el nivel primario hasta el secundario. También plantea el aumento de impuestos exteriores y el establecimiento de una zona franca en el puerto de Tema para atraer más negocios dado el potencial de recursos de Ghana, entre ellos el oro, el cacao, la manteca de karité y la sal. Está en contra de la compra de petróleo dado que Ghana es un país productor y exportador de petróleo de petróleo.
También ha reivindicado el idioma twi como lengua oficial en el parlamento.

## Una presidenta en Ghana
Donkor hizo un llamamiento a los ghaneses para que elijan a una mujer como presidenta, ya que una mujer tiene la capacidad de transformar el proceso de desarrollo de este país.

## Reconcimientos
- En 2016 fue elegida en el puesto número 3 de la lista de mujeres más influyentes de Ghana.[14]